# Лежачий бік
Лежачий бік (англ. footwall, lying (bottom) wall) — гірська порода, яка прилягає до пласта (покладу, тектонічного порушення) з боку його підошви. Лежачий бік — маса гірських порід, які лежать нижче жили, пласта або рудного тіла.